# Séverine Eraud
Pour les articles homonymes, voir Eraud.
Séverine Eraud, née le 24 février 1995 à Châteaubriant, est une coureuse cycliste française. 

## Carrière
Séverine Eraud grandit dans la ferme familiale gâvraise, issue d'une famille de cyclistes, son père Jean-Louis et son frère ainé Julien ayant participé à de nombreuses courses de niveau régional, sa sœur cadette Clémence termine 6e du championnats de France juniors de contre-la-montre en 2015.
Licenciée au club Etoile Cycliste du Don à Marsac-sur-Don, elle a notamment été championne de France du contre-la-montre juniors en 2012 mais aussi championne du monde du contre-la-montre juniors et championne d'Europe du contre-la-montre juniors en 2013. Elle signe son premier contrat pro avec l'équipe française Poitou-Charentes Futuroscope 86  en 2015.
Fin juillet 2019, elle est sélectionnée pour représenter la France aux championnats d'Europe de cyclisme sur route.
Lors du Tour de France Femmes 2022 elle est la seule de son équipe à finir le tour.

## Palmarès

### Par années
- 2012
  -  Championne de France du contre-la-montre juniors
- 2013
  -  Championne du monde du contre-la-montre juniors
  -  Championne d'Europe du contre-la-montre juniors
  -  Championne de France du contre-la-montre juniors
  - Chrono des Nations-Les Herbiers-Vendée juniors
  -  Médaillée d'argent du championnat d'Europe sur route juniors
  - 2e du championnat de France sur route juniors
  - 3e du Tour de Charente-Maritime féminin
- 2014
  - Prix des communes de Nogent-l'Abbesse
  - Les Petites Reines de Sauternes
  -  Médaillée d'argent du championnat d'Europe du contre-la-montre espoirs
  - 3e du championnat de France du contre-la-montre espoirs
- 2015
  - 2e du championnat de France du contre-la-montre espoirs
  - 2e du championnat de France sur route espoirs
- 2016
  -  Championne de France du contre-la-montre espoirs
  - 2e du Tour de Charente-Maritime féminin (cdf)
  - 2e de la coupe de France espoirs
  -  Médaillée de bronze du championnat d'Europe sur route espoirs
  - 3e du championnat de France sur route espoirs
  - 3e du Prix des communes de Nogent-l'Abbesse (cdf)
  - 9e du championnat d'Europe du contre-la-montre espoirs
  - 10e du championnat d'Europe sur route
- 2017
  -  Championne de France du contre-la-montre espoirs
  - Prix des communes de Nogent-l'Abbesse (cdf)
  - 2e du Grand Prix de Chambéry (cdf)
  - 2e du championnat de France du contre-la-montre
  - 5e du championnat d’Europe du contre-la-montre espoirs
- 2018
  - Flanders Ladies Classic-Sofie De Vuyst
  - 3e du championnat de France du contre-la-montre
- 2019
  -  Championne de France du contre-la-montre
  -  Médaillée d'or du contre-la-montre des Jeux mondiaux militaires[7]
  -  Médaillée de bronze de la course en ligne par équipes des Jeux mondiaux militaires[8]
- 2020
  - 2e de la Classic Féminine de Vienne Nouvelle-Aquitaine
- 2021
  - Tour de Charente-Maritime
- 2022
  - Boucles guégonnaises

### Résultats sur les grands tours

#### Tour d'Italie
2 participations
- 2016 : 60e
- 2024 : abandon (5e étape)

#### Tour de France
1 participation
- 2022 : 51e

### Classements mondiaux
| Année                                 | 2014 | 2015 | 2016 | 2017 | 2018 | 2019 | 2020 | 2021 | 2022 | 2023 |
| ------------------------------------- | ---- | ---- | ---- | ---- | ---- | ---- | ---- | ---- | ---- | ---- |
| Classement UCI                        | 216e | 156e | 198e | 222e | 211e | 183e | 339e | 955e | 374e | 604e |
| UCI World Tour                        |      |      | nc   | 129e | 263e | nc   | nc   | nc   | nc   | nc   |
|                                       |      |      |      |      |      |      |      |      |      |      |
| Légende : nc = non classéSource : UCI |      |      |      |      |      |      |      |      |      |      |